# Fahrenheit (tajvani együttes)
A Fahrenheit (hagyományos kínai: 飛輪海, egyszerűsített kínai: 飞轮海, pinjin: Fēilúnhǎi, magyaros átírással: Fejlunhaj) egy tajvani mandopopegyüttes, melynek eredetileg négy tagja volt, Aaron Yan, Wu Chun, Calvin Chen és Jiro Wang. A népszerű együttes számos tajvani drámasorozatban (It Started With a Kiss, Hana Kimi) is játszott. A tagok a Fahrenheit-skála egyes fokai alapján a négy évszakot „szimbolizálják”, Calvin a tavasz (enyhe, 41 °F), Jiro a nyár (forró, 59 °F), Wu az ősz (hűvös, 77 °F), Aaron pedig a tél (hideg, 95 °F) képviselője.
2011-ben magánéleti okokra hivatkozva Wu Chun kilépett az együttesből, mely azóta inaktív.

## Diszkográfia
- Fahrenheit (飛輪海 首張同名專輯, 2006)
- Two-Sided Fahrenheit (双面飛輪海, 2008)
- Love You More and More (越來越愛, 2009)
- Super Hot (太熱, 2010)